# ウラジーミル・グーバレフ

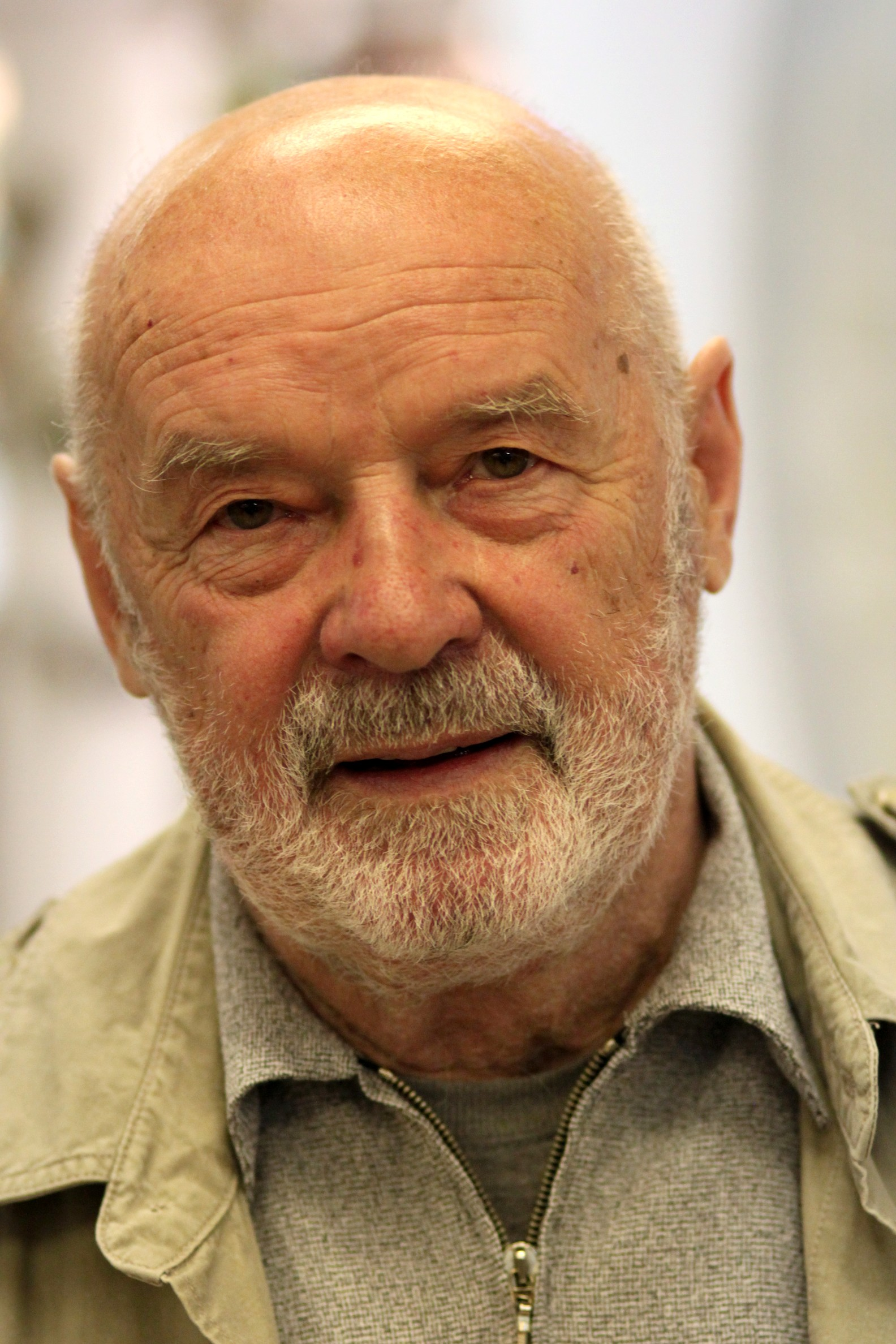
ウラジミール・ステパノヴィッチ・グーバレフ、2011年

ウラジーミル・ステパノヴィッチ・グーバレフ （ロシア語: Владимир Степанович Губарев、1938年8月26日- ）は、ロシアのSF作家、劇作家、ジャーナリスト。元プラウダ科学部長。1978年、ソビエト連邦国家賞受賞。

## 著作
- 金光不二夫訳『石棺 チェルノブイリの黙示録』リベルタ出版、1987年10月 ISBN 4-947637-01-3、新装版2011年6月 ISBN 978-4-903724-25-6
- 永村純一、池田正弘訳『チェルノブイリのファントム』原タイトル"Фантом"、（ニコライ・ゴシチッキー著『よもぎの星が落ちた』原タイトル:"Упала звезда полынь"を併載）、アイピーシー、1989年12月　ISBN 4-87198-806-6
- 中村政雄、V.グーバレフほか著『誰も知らなかったソ連の原子力』電力新報社、1990年4月　ISBN 4-88555-132-3
- 鳥井弘之 グーバレフ，Ｖほか著『チェリャビンスク40番 旧ソ連原子力番外地をゆく 日ソ仏科学記者がみた巨象の実態』イーアールシー出版、1992年11月
- ウラジーミル・グバレフ、尾関章、瀬川茂子「ゴルバチョフの破滅--未発表シナリオ『ビリヤード』独占抄訳--原作者『プラウダ』科学部長グバレフ氏に聞く〔含 シナリオ〕」『朝日ジャーナル』(13), pp.15-29, 1991-03-29 朝日新聞社
- グーバレフ ウラジーミル , 上田洋子 [聞き手・翻訳・構成]「特別インタビュー チェルノブイリの教訓を福島に 世界における科学ジャーナリストの役割」『ゲンロン通信』11, pp.117-136, 2014-03